# Olenka Pilz
Olenka Pilz (* 1989) ist eine deutsche Journalistin.

## Leben
Pilz wuchs in Sachsen auf und verbrachte ihre Schulzeit in Görlitz. Nach dem Abitur studierte sie Germanistik und Journalistik an der Universität Leipzig. Während ihrer Studienzeit absolvierte sie verschiedene Radio-Praktika und arbeitete für Mephisto 97.6. Nach dem Ende ihres Studiums absolvierte Pilz ein Volontariat beim Mitteldeutschen Rundfunk. Auch über das Volontariat hinaus ist sie als Redakteurin und Reporterin für MDR aktuell, ARD sowie MDR um 2 und MDR um 4 tätig. Als Moderatorin präsentierte sie den MDR Vereinssommer und Kooperationsformate mit dem polnischen Fernsehen. Seit Mai 2020 ist sie als Nachrichtensprecherin und -moderatorin für MDR aktuell tätig.